# Пряка демокрация
Пряката, наричана още директна демокрация, е форма на демокрация, в която народът взима политическите решения директно. По този начин тя се различава съществено от повечето представителни демокрации.
Прякото осъществяване на властта от народа може да бъде в общонационален/общонароден и местен мащаб, различни форми за приемане на решения от самото население от обществен и местен характер (например участие в бюджетирането).
В зависимост от степента на употреба, пряката демокрация може да доведе до приемане на управленски решения, изготвяне на закони, директно избиране или отзоваване на длъжностни лица и издаване на съдебни решения. Много страни, които са представителни демокрации, позволяват използването само на три ограничени лоста за пряка демокрация: референдум, гражданска инициатива (петиция за референдум) и отзоваване. В Швейцария решенията, взети от населението чрез референдуми (т.е. с пряка демокрация), категорично се налагат над решенията, взети от политическите партии (т.е. с представителна демокрация).

## Термин и принципи
Принципи на пряката демокрация:
1. Политическо равенство – гражданите участват наравно в диалозите и в решенията.
2. Отстранимост – при пряко-демократичните структури участниците, които поемат отговорности често трябва да бъдат отстранявани и редувани. Това означава, че задачите трябва да се разпределят по ротационен начин. Така се избягват неофициалните лидери, бюрокрацията и дисхармонията между говорене и действие.
3. Достъп до знание и информация – гражданите, които имат право да решават, би следвало да се информират и образоват свободно. Това ще им помогне да правят сигурни и колективни стъпки и избори.
4. Автономията на пряко-демократичния процес – пряката демокрация не е режим, който създава перманентни институции, а непрекъснат процес, непрекъсната възможност за участниците да изграждат техни институции и закони. Хората, в този случай, са свободни да откриват нови начини на създаване и организиране на техния социален живот, на самоуправление. Те експериментират продължително със структурите, които използват и тяхната гъвкавост, така че да могат да ги променят, когато им се наложи. Така че, говорим за разнообразие от версии, които социалния живот може да приеме, в зависимост от района, специфичните обстоятелства, опитът, който придобиват и новите ценности и значения, които се появяват.
5. Взимане на решения – решенията могат да бъдат вземани с консенсус, с единодушие или с мнозинство според желанието на участниците (така че, не съществува една готова рецепта, която трябва да бъде следвана).
6. Представителство и посредничество – пряката (незабавна, директна) демокрация изключва посредничеството между обществото и институциите. Представителството, каквото го познаваме днес е също премахнато, не само защото е посредник в начина, по който решаваме задачите си, но и защото решенията трябва да бъдат изпълнени от всички. Така че, имаме две значения на думата „пряка“ : незабавността на вземане на решенията без посредници (начина) и незабавността на постигането им без бюрократични структури по средата (действието).
7. Участие в решенията според степента, от която си повлиян от тях – това е единственият критерий, според който някой може да разбере нивото на своето участие в решение. Всички, които са повлияни от решенията трябва да имат правото да им придават форма.
8. Съществуването на много местни асамблеи (в квартали, общини, работни места, училища и т.н.), които комуникират помежду си, е основата на пряката демокрация. Участието в тези асамблеи не е задължително, но трябва да бъде колкото се може по-отговорно и по-редовно. Комуникацията между местни асамблеи създава хоризонтална (не-йерархична) мрежа, която служи да координира необходимите тези и действия.

## Пряка и непряка демокрация
Пряката демокрация се отличава от „представителната демокрация“ – осъществява властта чрез избраните от народа представителни органи. В политическата история се срещат ситуации за използване институции на непосредствена демокрация във вреда на представителната и обратно. Примери от българската история са референдумът за премахването на монархията през 1946 г. и този за приемането на т.нар. „Тодорживковска конституция“ през 1971 г.
Значение на думата „представител“ в пряката демокрация:
- Представителят трябва да изрази мнението на групата, която го е упълномощила. Той има определена мисия и след нея той трябва да напусне позицията си, заради принципа на отстранимост.
- Няма право да решава вместо упълномощилите го, а само да пренася мнението им.

## Пряката демокрация в други страни
Най-старата известна пряка демокрация се е практикувала в античността в Атина и е известна днес под името „Атинска демокрация“.
Прякото (непосредственото) народовластие е изходяща от принципа за самостоятелните решения на хората по своите проблеми, без каквато и да било подкрепа на държавно-представените институции.
Единствената страна в днешно време, която се управлява в решаваща степен чрез пряка демокрация, е Швейцария. Това става не само чрез общински събрания на имащите право на глас, а най-вече чрез референдуми на общинско, кантонално и федерално ниво (с бюлетини, по пощата или вече и електронни), инициирани от самите граждани, като няма никакви ограничения за темите и въпросите, които те уреждат. При това гражданският вот дефинитивно веднага се приема за закон, независимо от позицията на избираемите политици – тяхната роля е само да прилагат и изпълняват това, което гражданите са наложили чрез своя вот.